# Christian Wennberg
Karl Christian Wennberg, född 9 september 1974 i Lidingö församling, är en svensk skådespelare. 
Han studerade på Teaterhögskolan i Stockholm och tog examen 2005.  Wennberg har tidigare medverkat under två säsonger i TV4-serien Nya tider (1999-2001). Han har också spelat i Dramatens uppsättning av Shakespeares Lika för lika 2005 och senare på Strindbergsteatern. Han spelade Andreas i TV-serien Andra Avenyn. 2011 hade han en gästroll i den amerikanska TV-serien Weeds. Våren 2012 hade han en huvudroll i TV-serien Den sista dokusåpan, som spelas i åtta avsnitt. Under två år har han även undervisat på en teaterskola i Stockholm.
Före utbildningen till skådespelare tog Wennberg ekonomexamen vid Stockholms universitet år 1999 och har även studerat ekonomi på Erasmusuniversitetet i Rotterdam, Nederländerna. 
Han är en duktig seglare – framgångsrik i distanskappseglingar och internationellt i jolleseglingar.

## Filmografi
- 2000 - Nya tider (TV-serie)
- 2002 - Massknullaren
- 2006 - Hombres (TV-serie)
- 2006 - Chiuhuahua
- 2007 - Playa del Sol (TV-serie)
- 2008 - Kulörta lyktor
- 2008 - Om ett hjärta (TV-serie)
- 2008 - Andra Avenyn (TV-serie)
- 2008 - Höök (TV-serie)
- 2011 - Drottningoffret (TV-serie)
- 2011 - Människor helt utan betydelse
- 2011 - Weeds (TV-serie)
- 2012 - Den sista dokusåpan (TV-serie)
- 2013 - Non-Stop (TV-movie)
- 2014 - Tjockare än vatten (TV-serie)
- 2014 - Awaking
- 2016 - Maria Wern
- 2016 - Gåsmamman
- 2016 - Shadow´s Fall
- 2016 - Juicebaren (TV-serie)
- 2017 - Fallet (TV-serie)
- 2018 - You Have A Nice Flight
- 2018 - Berlin Station
- 2019 - Fartblinda (TV-serie)

## Teater

### Roller (ej komplett)
| År        | Roll           | Produktion                        | Regi               | Teater                    |
| --------- | -------------- | --------------------------------- | ------------------ | ------------------------- |
|           |                |                                   |                    |                           |
| 2003      | Rod            | Cleansed / Befriad                | Oskaras Koršunovas | Dramaten                  |
| 2003-2004 | Darren         | Hägrar                            | Benjamin Walther   | Dramaten                  |
| 2005      | Skum Bernardin | Lika för lika William Shakespeare | Yannis Houvardas   | Dramaten                  |
| 2007      | Herr X Joseph  | Baudelaires Inferno               | Anders Molander    | Strindbergs Intima Teater |